# 'O professore
'O professore è una miniserie televisiva in due puntate, prodotta da Grundy Italia per Mediaset. La regia è di Maurizio Zaccaro. La sceneggiatura è di Sandro Petraglia e Stefano Rulli ed è andata in onda il 1 e 3 settembre 2008 su Canale 5.

## Trama
Ambientato a Napoli, narra la storia di un insegnante (Sergio Castellitto) che prende come allievi dei ragazzi con vari problemi (famiglia, soldi, camorra, ecc.). Si dedica completamente a loro, cercando di aiutarli il più possibile e dimostrandosi sincero con loro al punto tale da farli assistere al suo processo per omicidio.

## Ascolti
| Puntata | Prima TV Italia   | Telespettatori | Share  |
| ------- | ----------------- | -------------- | ------ |
| 1       | 1º settembre 2008 | 4.503.000      | 21,94% |
| 2       | 3 settembre 2008  | 4.775.000      | 24,11% |